# 松原陽子
松原 陽子（まつばら ようこ、1981年6月29日 -）は、日本のタレント。
愛知県名古屋市出身。サンミュージックブレーン所属。
元『恋のから騒ぎ』のメンバー（2004年度）。2009年9月から2012年7月まで、安藤なつとのお笑いコンビ『ぷち観音』のメンバーとしても活動していた（ぷち観音としては、サンミュージック企画所属）。

## 人物
趣味：映画鑑賞、特技：剣道2段、酔拳
のどを大きな音で鳴らすことが出来る。このことは、2011年5月20日・同年6月3日放送『笑っていいとも!』の『ドヤテクZ』コーナーでも披露していた。
元々お笑い志望であり、サンミュージックに入る前は、吉本興業の大阪NSCに在籍していた。元々の夢が忘れられず、サンミュージック入りして5年ほどして、安藤なつとの『ぷち観音』結成に至った。『ぷち観音』の相方の安藤ら周囲からは「まっつん」と呼ばれていた。しかし、その安藤による束縛が激し過ぎて、松原曰く「すごく怖かった」ことが解散のきっかけともなった。

## 活動
ぷち観音としての出演はぷち観音#出演を参照。

### テレビ出演
- 恋のから騒ぎ （日本テレビ系） - 11期生
- まるっと万博 （CBCテレビ） - MC・リポーター
- 時効警察 （テレビ朝日系）
- 東京シティ競馬中継 - 「BAッキュン！」メンバー
- 逆流!シラベルトラベル（テレビ東京）- 2010年6月14日、ベトナムロケリポーター
- IJP イジュウインパーク（TOKYO MX）
- 森田一義アワー 笑っていいとも!（フジテレビ）- 2011年5月20日、2011年6月3日『ドヤテクZ』コーナー
- 幸せ!ボンビーガール（日本テレビ系）（スペシャル第5回）- 2013年1月18日。この時に「シャンプーも野菜も手作りする31歳」と紹介されていた[3]。

### 舞台
- 「Uー！マンボ！」
- 「お母さん、ありがとう」

### ラジオ
- いってらっしゃ〜い! （ラジオ日本） - お天気お姉さん
- Rainbow Earth （レインボータウンFM） - レポーター

### TV-CM
- プロミス